# 長崎県道144号松浦江迎線
長崎県道144号松浦江迎線（ながさきけんどう144ごう まつうらえむかえせん）は、長崎県松浦市から佐世保市に至る一般県道である。

## 概要
松浦市志佐町庄野免から佐世保市江迎町栗越に至る。

### 路線データ
- 起点：松浦市志佐町庄野免（鹿爪橋交差点、国道204号交点、長崎県道40号佐世保吉井松浦線終点）
- 終点：佐世保市江迎町栗越（長崎県道61号御厨田代江迎線交点、北松広域農道上）
- 総延長：7.788 km

## 路線状況

### 重複区間
- 北松広域農道（松浦市御厨町郭公尾免 - 佐世保市江迎町栗越（終点））

## 地理

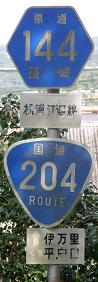
長崎県道144号松浦江迎線（松浦市志佐町庄野免）

### 通過する自治体
- 松浦市
- 佐世保市

### 交差する道路
| 交差する道路                                          | 市町村名 | 交差する場所   | 交差する場所        |
| ----------------------------------------------------- | -------- | -------------- | ------------------- |
| 国道204号 国道383号 重複 長崎県道40号佐世保吉井松浦線 | 松浦市   | 志佐町庄野免   | 鹿爪橋交差点 / 起点 |
| 北松広域農道 重複区間起点                             | 松浦市   | 御厨町郭公尾免 |                     |
| 長崎県道61号御厨田代江迎線 北松広域農道 重複区間終点  | 佐世保市 | 江迎町栗越     | 終点                |

### 沿線
- 松浦警察署（起点付近）